# Chalk’s-Ocean-Airways-Flug 101
Der Chalk’s-Ocean-Airways-Flug 101 (Flugnummer: OP101) war ein Linienflug der Fluggesellschaft Chalk’s Ocean Airways von Fort Lauderdale nach Bimini mit einem planmäßigen Zwischenstopp bei Watson Island. Am 19. Dezember 2005 verunglückte auf diesem Flug ein Amphibienflugzeug vom Typ Grumman G-73T Turbine Mallard, wobei alle 20 Personen ums Leben kamen.

## Fluggerät
Bei der betroffenen Maschine handelte es sich um eine Grumman G-73T Turbine Mallard. Die Maschine war im Jahr 1947 endmontiert worden, trug die Werksnummer J-27 und war mit dem Luftfahrzeugkennzeichen N2969 auf die Chalk’s Ocean Airways zugelassen. Das zweimotorige Amphibienflugzeug war mit zwei Turboproptriebwerken des Typs Pratt & Whitney Canada PT6A-34 ausgestattet. Mit seiner charakteristischen Rumpfform war die Maschine gleichermaßen für Landungen zu Land wie auch auf dem Wasser ausgelegt. Zum Zeitpunkt des Unfalls hatte die Maschine eine kumulierte Betriebsleistung von 31.226 Betriebsstunden bei 39743 Starts und Landungen.

## Passagiere und Besatzung
Der Flugkapitän an Bord der Maschine war die 37-jährige Michele Marks aus Boynton Beach, die die Berechtigung für diese Position ein Jahr vor dem Unfall erhalten hatte. Der aus Wyomissing in Pennsylvania stammende, 34-jährige Erste Offizier Paul DeSanctis flog seit 8 Monaten für die Fluggesellschaft. Die beiden Piloten verfügten über 2820 und 1420 Stunden Flugerfahrung. Für den Flug nach Bimini hatten 18 Passagiere in der Maschine Platz genommen. Für den Regionalflug waren keine Flugbegleiter vorgesehen.

## Unfallhergang
Das Wasserflugzeug flog auf dem Regionalflug zunächst von Fort Lauderdale nach Watson Island. Der Flug verlief ohne besondere Vorkommnisse. Anschließend startete die Maschine zum Weiterflug nach Bimini auf den Bahamas. Als die Maschine sich noch in Sichtweite von Miami Beach befand, brach sie im Flug auseinander und stürzte aus einer Höhe von 500 Fuß (ca. 150 Meter) ins Meer. Vor dem Auseinanderbrechen hatten Augenzeugen weißen Rauch aus der Maschine weichen sehen. Ein Passant filmte vom Strand aus, wie zunächst die Maschine und kurz darauf ein brennendes Trümmerteil, das eine schwarze Rauchschwade hinter sich her zog, ins Wasser des Schifffahrtskanals Government Cut stürzte.

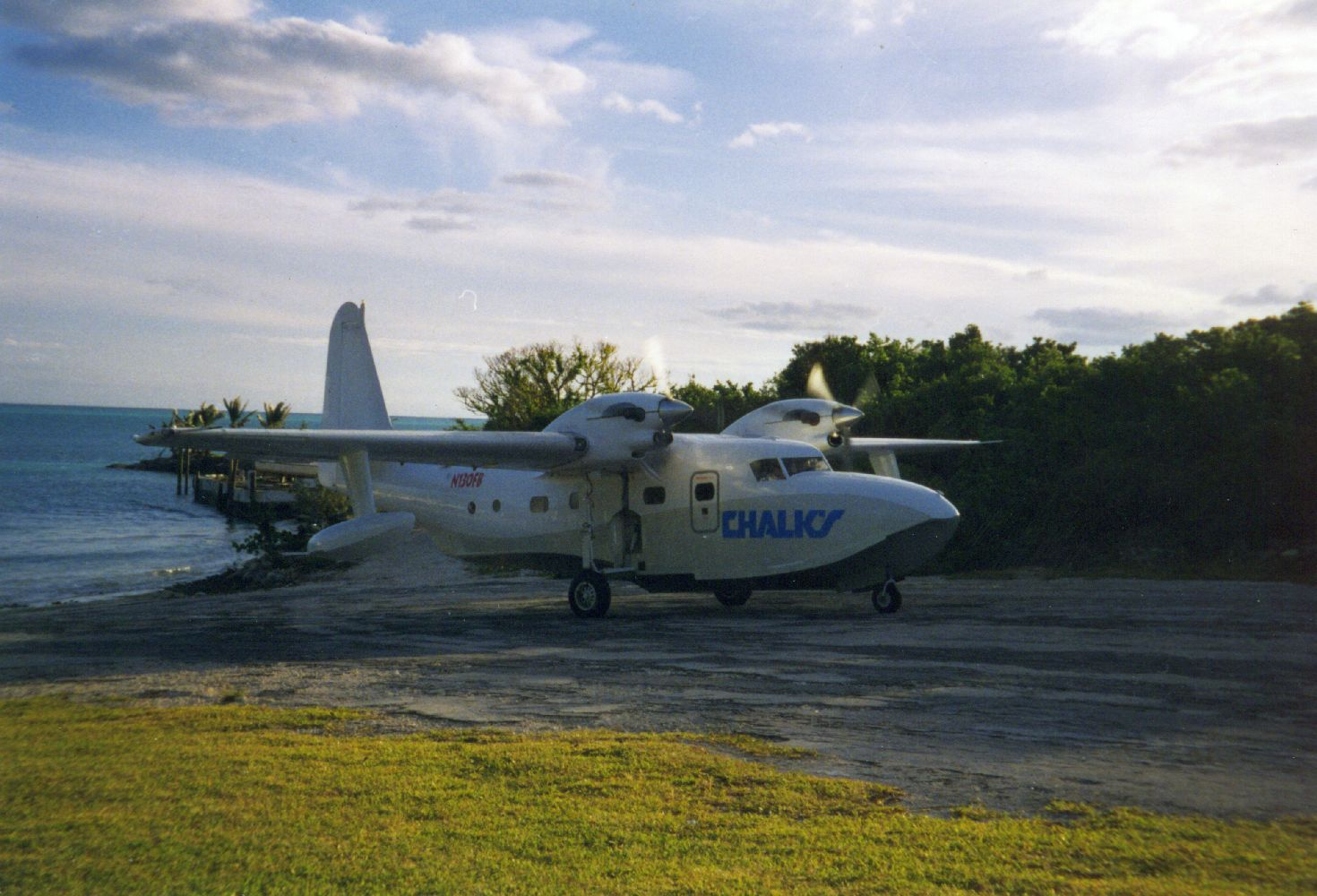
Eine Maschine des Typ Grumman G-73 Mallard der Chalk’s Ocean Airways

## Opfer
Von den 20 Opfern kamen 11 Passagiere von den Bahamas, sieben weitere sowie die beiden Piloten hatten die US-amerikanische Staatsbürgerschaft.

## Bergung
Für die Bergung des Wracks wurde der Schifffahrtskanal bis einschließlich des 20. Dezember, 18:30 Uhr gesperrt. In dieser Zeit saßen mindestens drei Kreuzfahrtschiffe wegen der Sperrung fest. Das Wrack wurde gehoben, ebenso wie das brennende Trümmerteil, das ins Wasser gestürzt war. Dieses konnte als rechte Tragfläche der Maschine identifiziert werden.

## Unfalluntersuchung

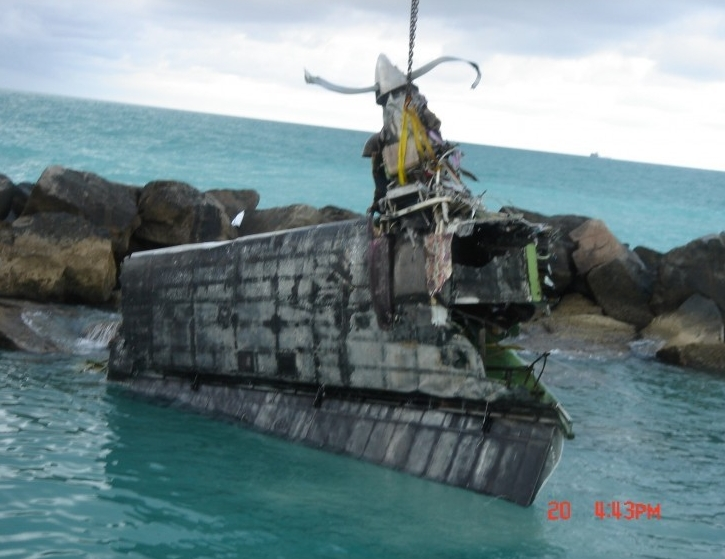
Bergung der Tragfläche

Am 22. Dezember 2005 veröffentlichte das NTSB eine Pressemitteilung, an die Detailbilder von Wrackteilen der Maschine angehängt waren. Dabei wurde von einem Materialversagen im Bereich der abgebrochenen Tragfläche berichtet. Aufgrund der Entdeckung nahm Chalk’s Ocean Airways alle seine verbliebenen Flugzeuge des betroffenen Typs für weitere Untersuchungen vorläufig außer Betrieb.
Als Grund für den Unfall konnte ein Abriss der rechten Tragfläche im Flug festgestellt werden. Dieser war durch eine erhebliche Strukturschwächung infolge fortschreitender Rissbildung an der historischen Maschine bedingt. Konkret sei das Strukturversagen von einem Riss in einem Längsträger nahe der Flügelwurzel der rechten Tragfläche ausgegangen.
Vor dem Unfall war über mehrere Monate hinweg wiederholt von Undichtigkeiten an beiden Tragflächentanks berichtet worden. Der Flugzeughersteller Grumman Aerospace Corporation hatte bereits im Jahr 1963 ein Schreiben herausgegeben, aus dem hervorging, dass Undichtigkeiten im Bereich der Tanks auf Schäden an der Flugzeugstruktur hinweisen könnten. Die Fluggesellschaft hatte die Undichtigkeiten wiederholt mit einem Dichtstoff behandelt, der die Reparaturstelle überdeckte und es auf diese Weise unmöglich machte, eine fortschreitende Rissbildung zu erkennen.
Aufgrund des schadhaften Längsträgers entstand im Flug ein bogenförmiger Riss an der Unterseite der Tragflächenaußenhaut. Diese wurde zunächst durch ein aufgenietetes Blech verstärkt. Der Riss wurde mit der Zeit immer größer, sodass immer längere Bleche aufgenietet werden mussten. Aufgrund des gebrochenen Längsträgers bog sich die Tragfläche auf jedem weiteren Flug über das zulässige Maß nach oben, wodurch die Tragflächenstruktur immer weiter geschwächt wurde. Am Tag des Unfalls war die Struktur dermaßen geschwächt, dass sie endgültig nachgab und die Tragfläche von der Maschine abriss.
In ihrem Abschlussbericht beanstandeten die NTSB-Ermittler die Flugzeugwartungspraktiken des Bodenpersonals von Chalk’s Ocean Airways. Die Korrosionsschäden an der Maschine und weiteren Flugzeugen der Fluggesellschaft waren über einen langen Zeitraum an der Maschine fortgeschritten und hätten durch die Mechaniker bemerkt werden müssen.
Das NTSB gab auch der Federal Aviation Administration (FAA) eine Mitverantwortung an dem Unfall, da diese nicht die notwendige Aufsicht ausgeübt hatte, um die Wartungsdefizite des Betreibers zu erkennen und zu benennen. Dies lag daran, dass ältere Flugzeuge von strengen Sicherheitskontrollen ausgenommen waren. In einem Statement äußerte die FAA, dass sie zuvor keine Anhaltspunkte dafür hatte, zu glauben, dass das Instandsetzungsprogramm der Fluggesellschaft fragwürdig sei. Sie betonte, dass hinsichtlich dieses Punkts die Regelungen ganz klar vorsähen, dass die Fluggesellschaft für die Lufttüchtigkeit ihrer Flotten Sorge zu tragen habe.

## Folgen
Obwohl der Flugunfall der einzige in der 90-jährigen Unternehmensgeschichte von Chalk’s Ocean Airways war, führte er zum Niedergang des Unternehmens. Am 30. September 2007 widerrief das United States Department of Transportation die Genehmigung zur Durchführung von Linienflügen durch Chalk’s. Kurz darauf stellte die Fluggesellschaft den Flugbetrieb endgültig ein.

## Die Unfallmaschine in den Medien
Mehrfach war die Maschine mit dem Luftfahrzeugkennzeichen N2969 in der Fernsehsendung Miami Vice zu sehen, so etwa in der Pilotfolge Heißes Pflaster Florida oder am Ende der 14. Episode der vierten Staffel mit dem Titel Bombengeschäft.
Der Unfall wurde zudem unter dem Titel Absturz vor Miami (Cracks in the System) in der Episode 8 der Staffel 9 von Mayday – Alarm im Cockpit verfilmt.